# À deriva
À deriva è un film del 2009 di Heitor Dhalia.
È stato in concorso al Festival di Cannes del 2009 nella sezione Un Certain Regard.

## Trama
Durante una vacanza negli anni '80 vicino a Rio, i genitori della quattordicenne Filipa continuano a litigare e il comportamento severo del padre verso la madre la porta a pensare che lui abbia una relazione extraconiugale. Intanto continua la sua vita da giovane adolescente che si avvicina al mondo della sessualità. I suoi decidono di separarsi e lo comunicano ai figli; Filipa crede di aver scoperto l'amante del padre, Àngela, come causa dei continui litigi con la madre, finché non sarà questa a rivelare che la causa di tutto è una sua relazione con un ragazzo più giovane di lei di dieci anni, per il quale lascerà in una scena successiva il marito e i figli per andare a vivere con lui. Filipa allora lascia la casa e passa la notte con un ragazzo, il padre la cerca per tutta la notte e si ritrovano solo la mattina seguente sulla spiaggia, dove si abbracciano.